# Acktjäratjärnen
Acktjäratjärnen är en tjärn i Herteåns flöde vid byn Acktjära, Bollnäs kommun i Hälsingland och ingår i Ljusnans huvudavrinningsområde.